# Mamas Gun
Mamas Gun ist eine britische Soul-/Pop-Band, die im Laufe ihrer Bandgeschichte wegen ihres sehr radiofreundlichen Soul-Pop-Sounds schon recht früh internationalen Erfolg erlangte.

## Geschichte
Die Band wurde 2007 von Andy „AP“ Platts, dem Leadsänger, Komponisten und Produzenten, gegründet. Der Bassist „Professor“ Rex Horan, der Keyboarder Dave „Eighties“ Oliver, Terry „Spiller“ Lewis und der Schlagzeuger „Union“ Jack Pollitt ergänzten sie, nachdem Platts auf Myspace eine Anzeige aufgegeben hatte, mit der er nach Musikern suchte. Der Gruppenname leitet sich vom Titel von Erykah Badus zweitem Album Mama’s Gun ab.
Mamas Guns erste Single Pots of Gold wurde im August 2008 auf Candelion Records veröffentlicht und auf BBC Radio 2 gespielt. Nach deren Erfolg nahm die Band ihr Debütalbum Routes to Riches auf, das im Oktober 2009 veröffentlicht wurde. Im Juni 2011 veröffentlichte Mamas Gun ihr zweites Album The Life and Soul. Hieraus wurden die Singles On a String, Reconnection und Only One ausgekoppelt. Im Jahr 2014 brachte das Album Cheap Hotel die Singles Red Cassette, Hello Goodnight und Cheap Hotel hervor. Das Album landete auf Platz 29 der Independent UK-Album-Charts. Im Jahr 2018, nun mit dem Schlagzeuger Chris Boot an Bord, beschlossen sie, ihr Album Golden Days selbst zu produzieren. Zu den ausgekoppelten Singles gehören London Girls, I Need a Win und You Make My Life a Better Place. Nach der Veröffentlichung von Golden Days nahm die Band den Song This Is the Day in einer neuen Version auf.
Am 6. Mai 2023 hatte die Band einen Auftritt beim Baltic Soul Weekender #17.

## Diskografie

### Alben
- 2009: Routes to Riches
- 2011: The Life and Soul
- 2011: Other Side of Mamas Gun
- 2014: Cheap Hotel
- 2016: Room Service EP
- 2018: Golden Days
- 2022: Cure the Jones

### Singles
- 2008: Pots of Gold
- 2009: Let’s Find a Way
- 2009: You Are the Music
- 2010: Finger on It
- 2010: Wishing
- 2012: Only One feat. Beverley Knight
- 2014: Red Cassette
- 2014: Hello Goodnight
- 2014: Cheap Hotel
- 2014: London Girls
- 2018: You Make My Life a Better Place
- 2018: On the Wire